# Syneches handschini
Syneches handschini är en tvåvingeart som beskrevs av Frey 1938. Syneches handschini ingår i släktet Syneches och familjen puckeldansflugor. Inga underarter finns listade i Catalogue of Life.